# Liste der Monuments historiques in Touquin
Die Liste der Monuments historiques in Touquin führt die Monuments historiques in der französischen Gemeinde Touquin auf.

## Liste der Objekte
| Bezeichnung         | Beschreibung                                                | Standort | Kennzeichnung | Schutzstatus | Datum | Bild |
| ------------------- | ----------------------------------------------------------- | -------- | ------------- | ------------ | ----- | ---- |
| Stuhl im Empirestil | Holz, Anfang des 19. Jahrhunderts; in der Kirche St-Étienne | (Lage)   | PM77001736    | Classé       | 1967  |      |